# أرمان بيليتييه
ولد أرمان بيليتيه (بالفرنسية: Armand Pelletier)‏ 15 مايو 1933 في مونتسيت ومات 24 يونيو 2016 في لوهانس في فرنسا، هو رياضي وناشط فرنسي أصم. اشتهر وسط مجتمع الصم بميداليته الفضية في مسابقة الديفلمبياد في عام 1957 ومشاركته في تطوير التزلج للصم، وشارك بنشاط في تطوير ثقافة الصم. انخرط في الحفاظ على تاريخ الصم في فرنسا وتعزيزه، فقد أنشأ متحفًا لتاريخ وثقافة الصم في لوهانس، مسقط رأس فردينان بيرتييه.

## سيرته
ولد أرمان بيليتيه أصما في 15 مايو 1933 في مونتسيت في عائلة فلاحية مكونة من اثني عشر طفلاً. لديه شقيقان، إرنست وجيلبرت، وهم صم أيضًا.
في عام 1957، فاز بالميدالية الفضية 15 كم في ديفلومبياد الصيف.
تزوج من إيفيت، لديه أربعة أطفال صمّ منذ الولادة: بيير، بريجيت، كارولين وميريل. شارك جميعهم في مسابقات التزلج للصم، وكذلك أطفالهم. أدريان بيليتييه الأصم هو ابن شقيق أرمان بيليتييه.
استقر في لوهانس بعد تقاعده، أسس في عام 1995 جمعية الثقافة ولغة الإشارة. يهدف هذا الأخير إلى توعية الجمهور بثقافة الصم وخاصة الدور المركزي لفيردينان بيرتييه في تطويرها.
في عام 2006، نشر كتابًا بالاشتراك مع عالم الأعراق إيفز ديلابورت. من خلال السيرة الذاتية لأرمان بيليتييه، يصف هذا الكتاب حياة شخص أصم ويتتبع الكفاح من أجل تنمية ثقافة الصم.
هو وجمعيته أنهيا في عام 2013 إنشاء متحف مخصص لثقافة الصم في مدينة لوهانس.

في يوم الجمعة، 24 يونيو، 2016، توفي أرمان بيليتييه بمرض في لوهانس. في الأيام التالية، نعاه ميشيل موريو، رئيس جمعية الثقافة ولغة الإشارة، شاعرا بالأسف على فقدانه قائلا عنه 
.

## الرياضة

### ألعاب القوى
كطالب سابق من مدرسة للصم من كروا روس ثم من معهد شامبيري، اكتسب شغفه بالجري. شارك في عديد من البطولات الإقليمية عبر البلاد مع وبطولات مع السامعين وكذلك سباقات في فرنسا وأوروبا مع الصم.
في عام 1953، شارك لأول مرة في ديفلومبياد الصيف في بروكسل، بلجيكا، لكنه عاد دون ميدالية. عاد بعد 4 سنوات، إلى ميلانو، حيث فاز بميدالية فضية لسباق الجري الذي بلغ طوله 15 كم.

### التزحلق
في عام 1965، قدم أرمان بيليتييه التزلج إلى الصم الفرنسيين ليصبح المفوض الفيدرالي لتزحلق الصم في الاتحاد الرياضي الفرنسي للصم. وهو أيضًا مدير فريق فرنسا للصم الذي تأسس عام 1970 في نادي التزلج للصم في فرنسا.
خلال فترة رئاسته وحتى عام 1980، قام بتنظيم البطولات الأوروبية للتزلج في جبال الألب للصم في ليز أركس في عام 1973، والديفلمبياد الشتوية في ميريبيل في عام 1979.

## ناشط لثقافة الصم

### مشاركة المجتمع
كان أرمان بيليتييه نشطًا جدًا في تنمية مجتمع الصم. دفعته التزاماته الرياضية إلى مناصب المسؤولية في جمعيات مثل الأولمبياد الصامتة في دي شامبري أو رابطة الصم الرياضية في رون ألب بوروجان أوفيرني. ومع ذلك، امتد عملها إلى ما وراء هذا الوسط ليتطرق إلى ثقافة الصم بأكملها (رابطة الخريجين من المعهد الوطني للشباب الصم في كوغينين، بيت سافويارد للصم). دفعه اهتمامه بنقل الثقافة وتراث الصم للعمل مستشارًا للاتحاد الوطني للصم في فرنسا لإنشاء قسم «التراث».

### تاريخ ثقافة الصم: تراث فردينان بيرتييه
في عام 1981، جاء ليعيش في لوهانس، مسقط رأس المدافع الأكبر للصم فردينان بيرتييه. أسس جمعية الثقافة ولغة الإشارة فردينان بيرتييه (CLSF Berthier). بالإضافة إلى التوعية بدور فيردينان بيرتييه، تنشر الجمعية لغة الإشارة في جميع أنحاء جنوب بورغوندي. أرمان بيليتييه أصبح مدربًا في لغة الإشارة الفرنسية بعد تقاعده.
تحيي الجمعية وأرمان ذكرى فردينان بيرتييه وتنشر أعمالها، بما في ذلك بين السامعين. في عام 1996، أقيم حفل في لوهانس للاحتفال بالذكرى السنوية 110 لميلاده. في عام 1999، رأت العديد من التطورات الحضرية النور على شرفه. تم إعداد ثلاث لوحات تذكارية في ساجي حيث دفن فردينان بيرثير. وفوق ذلك، تم تثبيت تمثال نصفي للفنان الأصم جان بيير مالاوسينا في شارع إدغار غيجوت في لوهانس.
بعد 13 عامًا من العمل، افتتح في عام 2013 مع زوجته إيفيت وإيف ديلبورت وأعضاء جمعيته متحف التاريخ وثقافة الصم. يقع المتحف في ملحق فندق Hôtel de Dieu de Louhans ، حيث كان والد فردينان برتييه جراحًا، ويعرض المتحف مجموعة من اللوحات والكتابات والصور الفوتوغرافية التي تصور تاريخ وتراث الصم. يتم إيلاء اهتمام خاص للأعمال التي قام بها فردينان بيرتييه لتشجيع تعليم الصم الشباب وتنظيم مجتمع الصم الفرنسي.

## الجوائز

### الديفلمبياد
- الديفلمبياد الصيفية لعام 1957
  - الميدالية الفضية في ألعاب القوى 1500 م.

### تكريمات رياضية

#### مع السامعين
- بطل اختراق الضاحية لسافوا (FFA)
- بطل FFA عبر البلاد لجبال الألب
- بطل سافوي 3000 م، 1500 م، إلخ.
- اختيار فريق رابطة جبال الألب FFA ل 3000 متر

#### مع الصم
- بطل فرنسا للصم في اختراق الضاحية
- بطل فرنسا للصم 400 متر، 1500 متر 50000 متر، 10000 متر
- اختيارات الفريق من فرنسا في ديفلمبياد الصيف
- بطل أوروبا للصم في اختراق الضاحية

### ميداليات

#### مع السامعين
- 1969 : وسام الشرف للشباب والرياضة
- 1974 : الميدالية الفضية للشباب والرياضة
- 1979 : وسام الاستحقاق الرياضي للجنة التزلج الإقليمية Savoie التابعة للاتحاد الفرنسي للتزلج
- 1984 : ميدالية برتبة فارس في وسام النخيل الأكاديمي

#### مع الصم
- 1968 : دبلوم أفضل قائد من الاتحاد الرياضي الفرنسي للصم (FSSF)
- 1977 : دبلوم فخري من رابطة (RABA))
- 1978 : دبلوم «لخدماته في قضية رياضات الصم» من قبل WSP

## كتب
- 2002 : Armand Pelletier et Yves Delaporte, Moi, Armand, né sourd et muet..., Éditions Plon - collection "Terre Humaine" puis Réédition Pocket (ردمك 9782266160261)

### مواقع خارجية
- موقع متحف تاريخ وثقافة الصم
- الإنجليزية والفرنسية لموقع الديفلمبياد

### كتب
- Armand Pelletier et Yves Delaporte, Moi, Armand, né sourd et muet..., Éditions Plon - collection "Terre Humaine" (ردمك 9782266160261)
- Jean-Louis Siran (2004). "Des Sourds". L’Homme. ج. 169: 173-185. مؤرشف من الأصل في 2017-08-23.

### وثائقيات تليفزيونية
- فيلم وثائقي مكتوب على الذاكرة Écrit sur la mémoire ، من إخراج سيلفي ديلولي لمجلة فرانس 5 «العين واليد L'oeil et la main»